# Vitold Kréyer
Vitold Kréyer (Krasnodar, Krai del Cáucaso Norte, Unión Soviética, 12 de octubre de 1932-1 de agosto de 2020) fue un atleta ruso, especializado en la prueba de triple salto en la que llegó a ser medallista de bronce olímpico en 1960.

## Carrera deportiva
En los Juegos Olímpicos de Roma en 1960 ganó la medalla de bronce en el triple salto, con un salto de 16,43 metros, siendo superado por el polaco Józef Szmidt que con 16,81 metros batió el récord olímpico, y por su compatriota el también soviético Vladímir Goriáyev (plata con 16,63 m).